# Calciatori della nazionale portoricana
In questa lista sono raccolti i calciatori che hanno rappresentato in almeno una partita la Nazionale portoricana.
Statistiche aggiornate all'11 novembre 2020.
| Nome                   | Presenze | Reti | Esordio | Ultima partita |
| ---------------------- | -------- | ---- | ------- | -------------- |
| Chris Armas            | 6        | 0    | 1993    | 1994           |
| Cristian Arrieta       | 22       | 5    | 2010    | 2015           |
| Stephan Barea          | 1        | 0    | 2011    | 2011           |
| Shawn Barry            | 4        | 0    | 2018    | 2019           |
| Terry Boss             | 7        | 0    | 2008    | 2011           |
| Andrés Cabrero         | 35       | 4    | 2008    | 2018           |
| Jacob Conde            | 7        | 0    | 2016    | 2019           |
| Jeremy Hall            | 7        | 0    | 2016    | 2018           |
| Jason Hernandez        | 3        | 0    | 2016    | 2016           |
| Scott Jones            | 12       | 0    | 2011    | 2012           |
| John Krause            | 16       | 1    | 2010    | 2012           |
| Joseph Marrero         | 32       | 6    | 2011    | 2019           |
| Richard Martínez       | 17       | 0    | 2008    | 2012           |
| Christopher Megaloudis | 20       | 6    | 2008    | 2012           |
| Alex Oikkonen          | 11       | 2    | 2011    | 2019           |
| Héctor Ramos           | 36       | 18   | 2012    | 2019           |
| Darren Ríos            | 5        | 0    | 2016    | 2019           |
| Sidney Rivera          | 6        | 2    | 2019    | 2019           |
| Ricardo Rivera         | 9        | 0    | 2016    | 2019           |
| Carlos Rosario         | 7        | 0    | 2012    | 2014           |
| Manolo Sanchez         | 6        | 1    | 2016    | 2016           |
| Josh Saunders          | 3        | 0    | 2008    | 2008           |
| Devin Vega             | 2        | 1    | 2019    | 2019           |
| Marco Vélez            | 15       | 1    | 2004    | 2012           |
| Tyler Wilson           | 17       | 0    | 2010    | 2012           |